# Alfredo Pires

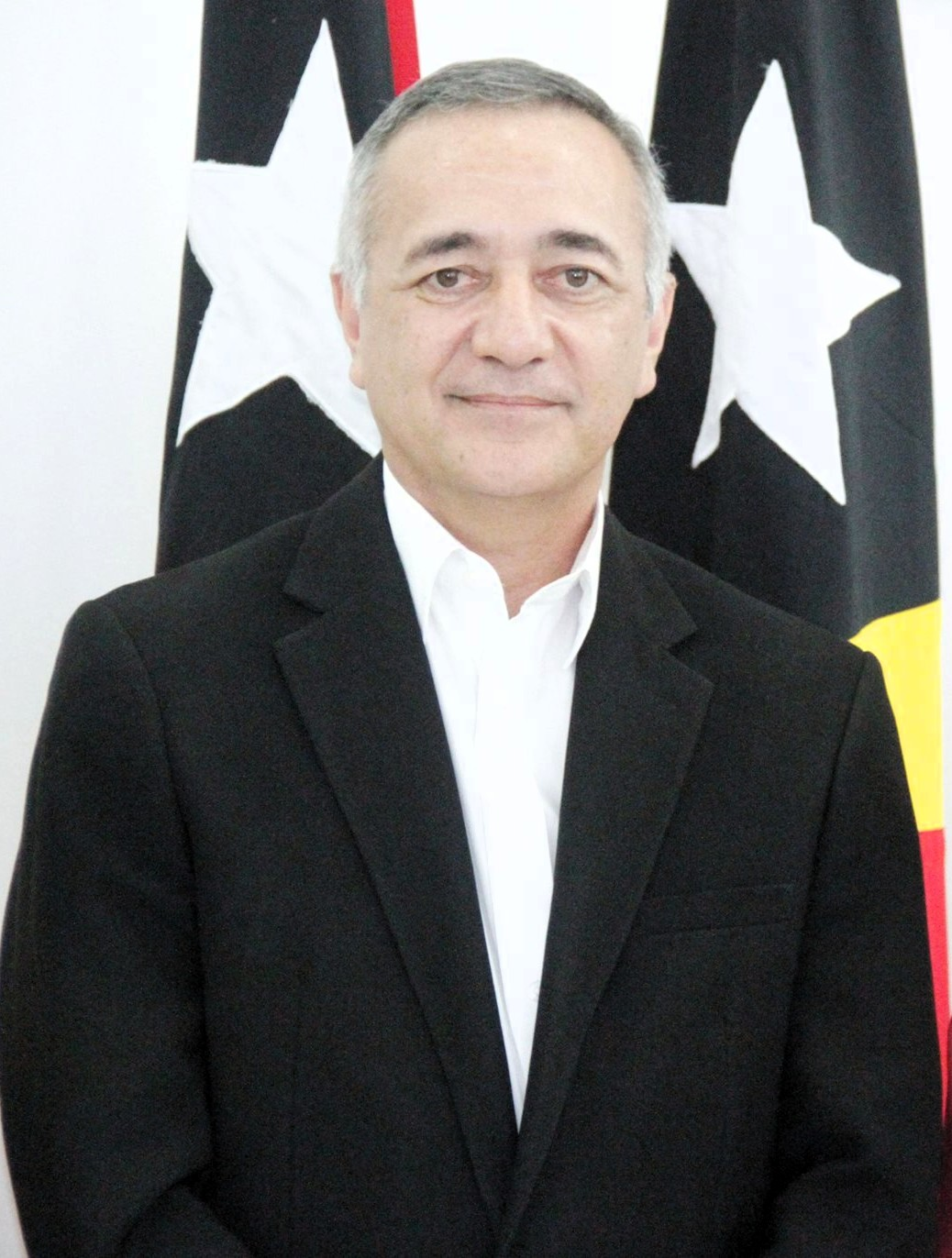
Alfredo Pires

Alfredo Pires (* 1964 in Lolotoe, Portugiesisch-Timor) ist ein osttimoresischer Politiker und Mitglied des Congresso Nacional da Reconstrução Timorense (CNRT).

## Ausbildung
Pires erwarb an der australischen Ballarat University einen Abschluss als angewandter Geologe und an der Universität von Macau einen Abschluss in Geschäftsverwaltung und Japanische Studien. Außerdem graduierte er beim Diplomacy Training Program der University of New South Wales. Pires spricht fließend Tetum, Portugiesisch, Englisch und beherrscht in Grundlagen Japanisch.

## Politisches Wirken
Pires war seit 2002 Berater zu Natürlichen Ressourcen für Xanana Gusmão, als dieser noch Staatspräsident Osttimors war.
Seit dem 8. August 2007 war er Staatssekretär für Natürliche Ressourcen im Kabinett Xanana Gusmão. Das Ministeramt für Natürliche Ressourcen, Mineralien und Energie hatte Premierminister Xanana Gusmão inne.
Pires gründete als Staatssekretär am 4. August 2008 die Nationale Behörde für Erdöl und Mineralien (Autoridade Nacional do Petróleo e Minerais ANPM), außerdem die nationale Erdölgesellschaft Murak Rai Timor und das Institut für Petroleum und Geologie (IPG). In der Regierung setzt er sich für mehr Transparenz in der Politik ein, damit die Bevölkerung besser über die Erdölförderung und die Verwendung der Gelder informiert wird. Außerdem engagiert sich Pires für Investitionen in die Wirtschaft Osttimors, um für die Nach-Erdöl-Ära vorbereitet zu sein.
Mit Antreten der V. Regierung Osttimors am 8. August 2012, übernahm Pires selbst das Amt des Ministers für Erdöl und Natürliche Ressourcen. Als nach den Wahlen 2017 der CNRT in die Opposition ging, verlor Pires sein Ministeramt mit Antritt der VII. Regierung am 15. September 2017. 2018 war Pires als Erdölminister der VIII. Regierung nominiert, blieb aber den beiden bisherigen Vereidigungszeremonien fern, da es mit Staatspräsident Francisco Guterres Streit um die Nominierung anderer Kabinettsmitglieder gab.

## Familie
Alfredo Pires ist der Bruder von Emília Pires, der ehemaligen Ministerin für Planung und Finanzen Osttimors. Es gibt noch drei weitere Geschwister: Aurora Pires ist Nonne und unterrichtet in einem katholischen Kindergarten. Palmira Pires führt eine gemeinnützige Ausbildungsagentur. Fernando Pires arbeitet für eine internationale Hilfsorganisation. Der Vater hieß Alfredo Manuel Pires und war eine Zeit lang der Distriktsadministrator von Bobonaro.